# بلوم‌هاوس پروداکشنز
بلوم هاوس پروداکشنز (انگلیسی: Blumhouse Productions)کمپانی تولیدکننده فیلم و مجموعه تلویزیونی می‌باشد که توسط جیسون بلوم تأسیس گشته‌است. این کمپانی بیشتر بخاطر ساخت فیلم ترسناک شناخته می‌شود.

## فیلم‌شناسی
| سال  | فیلم                              | ژانر    | بودجه       | فروش          |
| ---- | --------------------------------- | ------- | ----------- | ------------- |
| ۲۰۰۶ | Griffin & Phoenix                 | Romance | $۵۰۰٬۰۰۰    | $۱٫۴ میلیون   |
| ۲۰۰۷ | جوایز داروین (فیلم)               | کمدی    | —           | $۳۰۹٬۴۰۸      |
| ۲۰۰۸ | Graduation                        | Crime   | —           | —             |
| ۲۰۰۹ | فعالیت فراطبیعی (فیلم)            | ترسناک  | $۱۵٬۰۰۰     | $۱۹۳٫۴ میلیون |
| ۲۰۰۹ | The Accidental Husband            | Romance | —           | $۲۲٫۷ میلیون  |
| ۲۰۱۰ | پری دندان (فیلم)                  | کمدی    | $۴۸ میلیون  | $۱۱۲٫۵ میلیون |
| ۲۰۱۰ | فعالیت فراطبیعی ۲                 | ترسناک  | $۳ میلیون   | $۱۷۷٫۵ میلیون |
| ۲۰۱۱ | توطئه‌آمیز (فیلم)                  | ترسناک  | $۱٫۵ میلیون | $۹۷ میلیون    |
| ۲۰۱۱ | فعالیت فراطبیعی ۳                 | ترسناک  | $۵ میلیون   | $۲۰۷ میلیون   |
| ۲۰۱۲ | The Babymakers                    | کمدی    | —           | $۴۷۵٬۵۱۱      |
| ۲۰۱۲ | شوم (فیلم ۲۰۱۲)                   | ترسناک  | $۳ میلیون   | $۷۷٫۷ میلیون  |
| ۲۰۱۲ | فعالیت فراطبیعی ۴                 | ترسناک  | $۵ میلیون   | $۱۴۲٫۸ میلیون |
| ۲۰۱۲ | خلیج (فیلم)                       | ترسناک  | $۲ میلیون   | $۱٫۶ میلیون   |
| ۲۰۱۳ | Dark Skies                        | ترسناک  | $۳٫۵ میلیون | $۲۶٫۴ میلیون  |
| ۲۰۱۳ | The Lords of Salem                | ترسناک  | $۱٫۵ میلیون | $۱٫۵ میلیون   |
| ۲۰۱۳ | پاکسازی (فیلم ۲۰۱۳)               | ترسناک  | $۳ میلیون   | $۸۹٫۳ میلیون  |
| ۲۰۱۳ | توطئه‌آمیز: قسمت ۲                 | ترسناک  | $۵ میلیون   | $۱۶۱٫۹ میلیون |
| ۲۰۱۳ | Plush                             | تریلر   | $۲ میلیون   | $۲۸٬۸۶۴       |
| ۲۰۱۳ | Best Night Ever                   | کمدی    | —           | $۲۸۹٬۵۱۱      |
| ۲۰۱۴ | فعالیت فراطبیعی: نشانه‌گذاری شده‌ها | ترسناک  | $۵ میلیون   | $۹۰٫۹ میلیون  |
| ۲۰۱۴ | نورگیر (فیلم)                     | ترسناک  | $۵ میلیون   | $۴۴ میلیون    |
| ۲۰۱۴ | ۱۳ گناه                           | ترسناک  | $۴ میلیون   | $۸۲۶٬۲۵۲      |
| ۲۰۱۴ | Not Safe for Work                 | تریلر   | $۲٫۵ میلیون | —             |
| ۲۰۱۴ | پاکسازی: هرج و مرج                | ترسناک  | $۹ میلیون   | $۱۱۱٫۹ میلیون |
| ۲۰۱۴ | مرغ مقلد (فیلم)                   | ترسناک  | —           | —             |
| ۲۰۱۴ | Mercy                             | ترسناک  | —           | —             |
| ۲۰۱۴ | Stretch                           | کمدی    | $۵ میلیون   | $۴٬۸۳۳        |
| ۲۰۱۴ | شلاق (فیلم ۲۰۱۴)                  | درام    | $۳٫۳ میلیون | $۴۹ میلیون    |
| ۲۰۱۴ | The Town That Dreaded Sundown     | ترسناک  | —           | —             |
| ۲۰۱۴ | ویجا (فیلم ۲۰۱۴)                  | ترسناک  | $۵ میلیون   | $۱۰۳٫۶ میلیون |
| ۲۰۱۴ | Jessabelle                        | ترسناک  | —           | $۷ میلیون     |
| ۲۰۱۵ | پسر همسایه                        | تریلر   | $۴ میلیون   | $۵۲٫۴ میلیون  |
| ۲۰۱۵ | اثر ایلعازری (فیلم ۲۰۱۵)          | ترسناک  | $۳٫۳ میلیون | $۳۸٫۴ میلیون  |
| ۲۰۱۵ | غیر دوستانه                       | ترسناک  | $۱ میلیون   | $۶۴٫۱ میلیون  |
| ۲۰۱۵ | منطقه ۵۱ (فیلم)                   | ترسناک  | $۵ میلیون   | $۷٬۵۵۶        |
| ۲۰۱۵ | توطئه‌آمیز: قسمت ۳                 | ترسناک  | $۱۰ میلیون  | $۱۱۳ میلیون   |
| ۲۰۱۵ | Creep                             | ترسناک  | —           | —             |
| ۲۰۱۵ | اکستر (فیلم)                      | ترسناک  | $۲ میلیون   | —             |
| ۲۰۱۵ | The Gallows                       | ترسناک  | $۱۰۰٬۰۰۰    | $۴۳ میلیون    |
| ۲۰۱۵ | هدیه (فیلم ۲۰۱۵)                  | تریلر   | $۵ میلیون   | $۵۹ میلیون    |
| ۲۰۱۵ | شوم ۲                             | ترسناک  | $۱۰ میلیون  | $۵۲٫۹ میلیون  |
| ۲۰۱۵ | ملاقات (فیلم ۲۰۱۵)                | ترسناک  | $۵ میلیون   | $۹۸٫۵ میلیون  |
| ۲۰۱۵ | The Green Inferno                 | ترسناک  | $۵ میلیون   | $۱۲٫۷ میلیون  |
| ۲۰۱۵ | فعالیت فراطبیعی: ابعاد شبح        | ترسناک  | $۱۰ میلیون  | $۷۸٫۱ میلیون  |
| ۲۰۱۵ | Jem and the Holograms             | درام    | $۵ میلیون   | $۲٫۳ میلیون   |
| ۲۰۱۶ | Visions                           | ترسناک  | —           | $۱ میلیون     |
| ۲۰۱۶ | منحنی (فیلم)                      | ترسناک  | —           | —             |
| ۲۰۱۶ | The Veil                          | ترسناک  | $۴ میلیون   | —             |
| ۲۰۱۶ | Martyrs                           | ترسناک  | $۱ میلیون   | —             |
| ۲۰۱۶ | سکوت (فیلم ترسناک)                | ترسناک  | $۱ میلیون   | —             |
| ۲۰۱۶ | تاریکی (فیلم ۲۰۱۶)                | ترسناک  | $۴ میلیون   | $۱۰٫۹ میلیون  |
| ۲۰۱۶ | پاکسازی: سال انتخابات             | ترسناک  | $۱۰ میلیون  | $۱۱۸٫۶ میلیون |
| ۲۰۱۶ | Viral                             | ترسناک  | —           | $۵۵۱٬۷۶۰      |
| ۲۰۱۶ | در دره خشونت                      | Western | —           | $۶۱٬۷۹۷       |
| ۲۰۱۶ | ویجا: خاستگاه شیطان               | ترسناک  | $۹ میلیون   | $۸۱٫۷ میلیون  |
| ۲۰۱۶ | حلول (فیلم)                       | ترسناک  | $۵ میلیون   | $۸٫۹ میلیون   |
| ۲۰۱۷ | شکافته (فیلم ۲۰۱۶)                | ترسناک  | $۹ میلیون   | $۲۷۲٫۵ میلیون |
| ۲۰۱۷ | The Resurrection of Gavin Stone   | کمدی    | $۲ میلیون   | $۲٫۳ میلیون   |
| ۲۰۱۷ | برو بیرون (فیلم)                  | ترسناک  | $۴٫۵ میلیون | $۱۷۶٫۶ میلیون |
| ۲۰۱۷ | آزمایش بلکو                       | ترسناک  | $۵ میلیون   | $۹٫۶ میلیون   |
| ۲۰۱۷ | Sleight                           | درام    | —           | —             |